# Xkcd

xkcd – Demonstrant Wikipedista

XKCD je webový komiks, který vytváří Randall Munroe a do češtiny jej nepravidelně překládá redakce AbcLinuxu.cz. Od prosince 2012 vznikají průběžné české překlady xkcd také na samostatných stránkách xkcz.cz. Na své internetové stránce je popisován jako „Komiks o romantice, sarkasmu, matematice a jazyku“. Jeho název – xkcd – nemá žádný význam, je to pouze seskupení několika písmen.
Témata komiksu jsou různá, kromě všedního života a lásky je mnohdy tématem věda nebo programování. Kresby jsou složeny z jednoduchých čar, jen zřídka se zde vyskytuje i jiná barva než černá.
Komiksy jsou vtipné, k jejich pochopení je však často třeba znát souvislosti – vyskytují se zde různé parodie, matematické vzorce a jiné souvislosti s vědou či počítači. Někdy se text rýmuje.
Každý komiks obsahuje navíc doplňující poznámku, která se zobrazí, když čtenář ukáže kurzorem myši na obrázek komiksu. Toho je dosaženo použitím HTML atributu title u značky (tagu) <img> použitém pro obrázek.